# Neodiplogaster wacheki
Neodiplogaster wacheki är en rundmaskart. Neodiplogaster wacheki ingår i släktet Neodiplogaster och familjen Diplogasteridae. Inga underarter finns listade i Catalogue of Life.